# Gastronomia de les Illes Canàries
La gastronomia canària és la cuina dels plats tradicionals de les Illes Canàries i constitueix un important element d'identitat de la població local. Es caracteritza per la seva senzillesa i varietat i la riquesa d'ingredients produïts per la fragmentació del territori (es poden trobar diferents receptes a cada illa). Està influenciada per diverses cultures, en particular la dels indígenes de l'arxipèlag i la seva cuina berber i per les cuines espanyola i portuguesa a partir de la conquesta, i llatinoamericana a partir de la migració de les Canàries a l'Amèrica Llatina al segle xx.

## Característiques

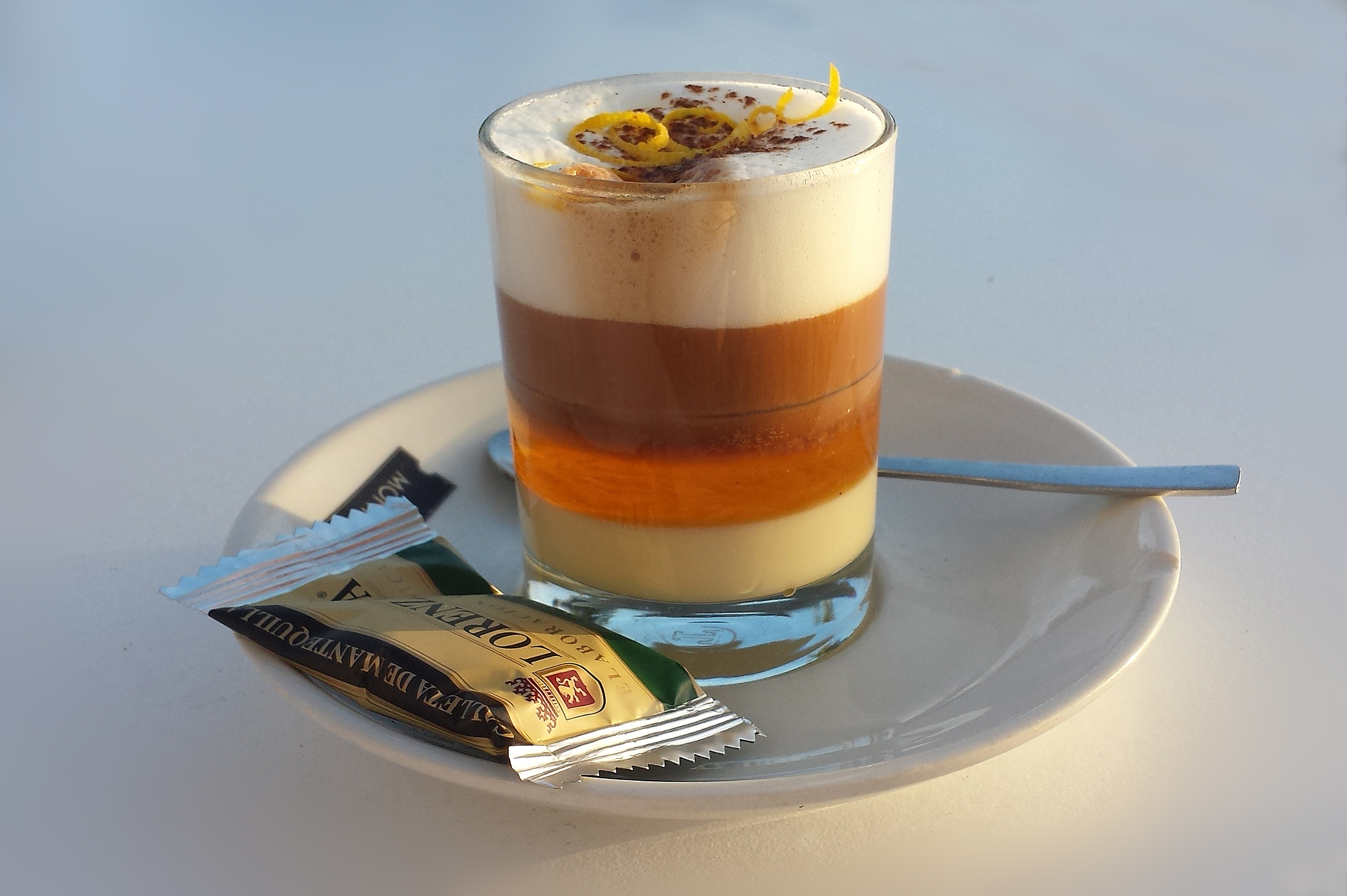
Un barraquito de Tenerife

Les Canàries tenen una cuina única per la seva situació geogràfica a l'oceà Atlàntic. Formaven part de les rutes comercials cap a Amèrica, creant així un gresol de diferents tradicions culinàries. El peix (fresc o salat) i les patates es troben entre els aliments bàsics més comuns a les illes. El consum de formatges, fruites i carn de porc també caracteritza la cuina canària. La proximitat a l'Àfrica influeix en el clima i crea un ventall de temperatures càlides que en els temps moderns han fomentat l'agricultura de cultius tropicals i semitropicals: plàtans, nyams, mangos, alvocats i caquis. Aquests cultius són molt utilitzats en la cuina canària.
Els aborígens guanxes (els guanches a Tenerife, els bimbaches a El Hierro, els benahoaritas a La Palma, els gomeritas a La Gomera, els canaris a Gran Canària i els majos a Fuerteventura i Lanzarote) basaven la seva dieta en el gofio (un tipus de farina feta de diferents grans torrats), marisc i productes de cabra i de porc. El gofio encara es consumeix a les illes i ha passat a formar part de la cuina tradicional.
Alguns dels plats clàssics de les Illes Canàries inclouen papas arrugadas, almogrote, frangollo, conill en salsa de salmorejo, cabra guisada i ropa vieja, fet amb restes de carn de cocido, patates i cigrons que és l'origen del plat cubà. Entre els plats de peix hi ha el sancocho canari a base de peix salat cuit acompanyat de patata, moniato, gofi i mojo.
Una salsa anomenada mojo és molt comuna a les illes. S'ha adaptat i desenvolupat de moltes maneres, per tal que pugui complementar diversos plats principals. Els plats de peix solen requerir un mojo verd fet de coriandre o julivert, mentre que les carns rostides requereixen una varietat vermella feta de bitxos que es coneixen comunament com mojo picón.
Algunes postres populars són el bienmesabe (un pastís d'ametlles que se serveix sovint amb gelat o nata i llengües de gat), les truchas (pastes farcides de moniato o carabassa), el gofio rostit (una massa a base de gofio amb fruita seca i mel), el príncipe Alberto (una preparació semblant a una mousse amb ametlles, cafè i xocolata) i el quesillo (un varietat de flam fet amb llet condensada).
Els cellers són habituals a les illes; no obstant això, només el vi malvasia de Lanzarote (Malvasía volcánica) ha obtingut reconeixement internacional. Altres begudes destacades són el ron miel (una beguda de rom amb gran quantitat de mel que pot servir-se sol, amb nata o amb rodanxes de llimona), els licors (com el de cactus o el de plàtan) i el barraquito (un combinació de Licor 43, cafè, llet condensada i escuma de llet).